# James Stewart
James Maitland Stewart (20. maj 1908 – 2. julij 1997) je bil ameriški igralec in vojaški častnik. V svoji karieri je igral v številnih filmih, ki veljajo za klasike, in bil nominiran za pet oskarjev, enega je osvojil za filmsko vlogo in enega za življenjsko delo. Stewart je postal tako znan ameriški javnosti, da so ga najpogosteje imenovali "Jimmy" Stewart".
Ameriški filmski inštitut ga je imenoval za tretjega največjega moškega zvezdnika vseh časov.
Stewart je bil odkrit konservativni republikanec.

## Feature films
| 1935                                                         | The Murder Man                      | Shorty                               | Tim Whelan                                          | |                       |                           |               |  |
| 1936                                                         | Next Time We Love                   | Christopher Tyler                    | Edward H. Griffith                                  | Prva pomembna vloga (prvič druga vloga)                                                              |                       |                           |               |  |
| 1936                                                         | Rose Marie                          | John Flower                          | W. S. Van Dyke                                      | |                       |                           |               |  |
| 1936                                                         | Wife vs. Secretary                  | Dave                                 | Clarence Brown                                      | |                       |                           |               |  |
| 1936                                                         | Small Town Girl                     | Elmer Clampett                       | William A. Wellman                                  | |                       |                           |               |  |
| 1936                                                         | Speed                               | Terry Martin                         | Edwin L. Marin                                      | Prva glavna vloga (prvič na vrhu lestvice)                                                           |                       |                           |               |  |
| 1936                                                         | The Gorgeous Hussy                  | Roderick "Rowdy" Dow                 | Clarence Brown                                      | |                       |                           |               |  |
| 1936                                                         | Born to Dance                       | Ted Barker                           | Roy Del Ruth                                        | |                       |                           |               |  |
| 1936                                                         | After the Thin Man                  | David Graham                         | W. S. Van Dyke                                      | |                       |                           |               |  |
| 1937                                                         | Seventh Heaven                      | Chico                                | Henry King                                          | |                       |                           |               |  |
| 1937                                                         | The Last Gangster                   | Paul North Sr.                       | Edward Ludwig                                       | Alternativni naslov: Another Public Enemy                                                            |                       |                           |               |  |
| 1937                                                         | Navy Blue and Gold                  | John "Truck" Cross/John Cross Carter | Sam Wood                                            | |                       |                           |               |  |
| 1938                                                         | Of Human Hearts                     | Jason Wilkins                        | Clarence Brown                                      | |                       |                           |               |  |
| 1938                                                         | Vivacious Lady                      | Prof. Peter Morgan Jr.               | George Stevens                                      | |                       |                           |               |  |
| 1938                                                         | The Shopworn Angel                  | Pvt. William "Texas" Pettigrew       | H. C. Potter                                        | |                       |                           |               |  |
| 1938                                                         | You Can't Take It with You          | Tony Kirby                           | Frank Capra                                         | |                       |                           |               |  |
| 1939                                                         | Made for Each Other                 | John Horace "Johnny" Mason           | John Cromwell                                       | |                       |                           |               |  |
| 1939                                                         | The Ice Follies of 1939             | Larry Hall                           | Reinhold Schünzel                                   | |                       |                           |               |  |
| 1939                                                         | It's a Wonderful World              | Guy Johnson                          | W. S. Van Dyke                                      | |                       |                           |               |  |
| 1939                                                         | Mr. Smith Goes to Washington[I]     | Jefferson Smith                      | Frank Capra                                         | Nagrada New York Film Critics Circle za najboljšega igralca]] Nominiran—Oskar za najboljšega igralca |                       |                           |               |  |
| 1939                                                         | Destry Rides Again[I]               | Thomas Jefferson Destry Jr.          | George Marshall                                     | |                       |                           |               |  |
| 1940                                                         | The Shop Around the Corner[I]       | Alfred Kralik                        | Ernst Lubitsch                                      | |                       |                           |               |  |
| 1940                                                         | The Mortal Storm                    | Martin Breitner                      | Frank Borzage                                       | |                       |                           |               |  |
| 1940                                                         | No Time for Comedy                  | Gaylord "Gay" Esterbrook             | William Keighley                                    | |                       |                           |               |  |
| 1940                                                         | The Philadelphia Story[I]           | Macaulay "Mike" Connor               | George Cukor                                        | Oskar za najboljšega igralca                                                                         |                       |                           |               |  |
| 1941                                                         | Come Live with Me                   | Bill Smith                           | Clarence Brown                                      | |                       |                           |               |  |
| 1941                                                         | Pot o' Gold                         | James Hamilton "Jimmy" Haskel        | George Marshall                                     | |                       |                           |               |  |
| 1941                                                         | Ziegfeld Girl                       | Gilbert "Gil" Young                  | Robert Z. Leonard                                   | Zadnji film pred služenjem v drugi svetovni vojni                                                    |                       |                           |               |  |
| 1946                                                         | It's a Wonderful Life[I]            | George Bailey                        | Frank Capra                                         | Nominiran—Oskar za najboljšega igralca                                                               |                       |                           |               |  |
| 1947                                                         | Magic Town                          | Lawrence "Rip" Smith                 | William A. Wellman                                  | |                       |                           |               |  |
| 1948                                                         | Call Northside 777                  | P. J. McNeal                         | Henry Hathaway                                      | |                       |                           |               |  |
| 1948                                                         | On Our Merry Way                    | Slim                                 | King Vidor Leslie Fenton John Huston George Stevens | |                       |                           |               |  |
| 1948                                                         | Rope                                | Rupert Cadell                        | Alfred Hitchcock                                    | |                       |                           |               |  |
| 1948                                                         | You Gotta Stay Happy                | Marvin Payne                         | H. C. Potter                                        | |                       |                           |               |  |
| 1949                                                         | The Stratton Story                  | Monty Stratton                       | Sam Wood                                            | |                       |                           |               |  |
| 1949                                                         | Malaya                              | John Royer                           | Richard Thorpe                                      | |                       |                           |               |  |
| 1950                                                         | Winchester '73[I]                   | Lin McAdam                           | Anthony Mann                                        | |                       |                           |               |  |
| 1950                                                         | Broken Arrow                        | Tom Jeffords                         | Delmer Daves                                        | |                       |                           |               |  |
| 1950                                                         | Harvey                              | Elwood P. Dowd                       | Henry Koster                                        | Nominiran—Zlati globus za najboljšega igralca – dramski film                                         |                       |                           |               |  |
| 1950                                                         | The Jackpot                         | William J. 'Bill' Lawrence           | Walter Lang                                         | |                       |                           |               |  |
| 1951                                                         | No Highway in the Sky               | Theodore Honey                       | Henry Koster                                        | |                       |                           |               |  |
| 1952                                                         | The Greatest Show on Earth          | Buttons                              | Cecil B. DeMille                                    | |                       |                           |               |  |
| 1952                                                         | Bend of the River                   | Glyn McLyntock                       | Anthony Mann                                        | |                       |                           |               |  |
| 1952                                                         | Carbine Williams                    | David Marshall "Marsh" Williams      | Richard Thorpe                                      | |                       |                           |               |  |
| 1953                                                         | The Naked Spur[I]                   | Howard Kemp                          | Anthony Mann                                        | |                       |                           |               |  |
| 1953                                                         | Thunder Bay                         | Steve Martin                         | Anthony Mann                                        | |                       |                           |               |  |
| 1954                                                         | The Glenn Miller Story              | Glenn Miller                         | Anthony Mann                                        | Nominiran — Nagrada BAFTA za najboljšega tujega igralca                                              |                       |                           |               |  |
| 1954                                                         | The Far Country                     | Jeff Webster                         | Anthony Mann                                        | |                       |                           |               |  |
| 1954                                                         | Rear Window[I]                      | L. B. "Jeff" Jefferies               | Alfred Hitchcock                                    | |                       |                           |               |  |
| 1955                                                         | The Man from Laramie                | Will Lockhart                        | Anthony Mann                                        | |                       |                           |               |  |
| 1955                                                         | Strategic Air Command               | Lt. Col. Robert "Dutch" Holland      | Anthony Mann                                        | |                       |                           |               |  |
| 1956                                                         | The Man Who Knew Too Much           | Dr. Benjamin "Ben" McKenna           | Alfred Hitchcock                                    | |                       |                           |               |  |
| 1957                                                         | The Spirit of St. Louis             | Charles Lindbergh                    | Billy Wilder                                        | |                       |                           |               |  |
| 1957                                                         | Night Passage                       | Grant McLaine                        | James Neilson                                       | |                       |                           |               |  |
| 1958                                                         | Vertigo[I]                          | Det. John "Scottie" Ferguson         | Alfred Hitchcock                                    | | Bell, Book and Candle | Shepherd "Shep" Henderson | Richard Quine |  |
| 1958                                                         | 1959                                | Anatomy of a Murder[I]               | Paul Biegler                                        | Otto Preminger                                                                                       |                       |                           |               |  |
| The FBI Story                                                | 1959                                | John Michael "Chip" Hardesty         | Mervyn LeRoy                                        | |                       |                           |               |  |
| 1960                                                         | The Mountain Road                   | Major Baldwin                        | Daniel Mann                                         | |                       |                           |               |  |
| 1961                                                         | Two Rode Together                   | Marshal Guthrie McCabe               | John Ford                                           | |                       |                           |               |  |
| 1962                                                         | The Man Who Shot Liberty Valance[I] | Ransom Stoddard                      | John Ford                                           | |                       |                           |               |  |
| 1962                                                         | Mr. Hobbs Takes a Vacation          | Roger Hobbs                          | Henry Koster                                        | |                       |                           |               |  |
| 1962                                                         | How the West Was Won[I]             | Linus Rawlings                       | Henry Hathaway                                      | |                       |                           |               |  |
| 1963                                                         | Take Her, She's Mine                | Frank Michaelson                     | Henry Koster                                        | |                       |                           |               |  |
| 1964                                                         | Cheyenne Autumn                     | Wyatt Earp                           | John Ford                                           | |                       |                           |               |  |
| 1965                                                         | Dear Brigitte                       | Prof. Robert Leaf                    | Henry Koster                                        | |                       |                           |               |  |
| 1965                                                         | Shenandoah                          | Charlie Anderson                     | Andrew McLaglen                                     | |                       |                           |               |  |
| 1965                                                         | The Flight of the Phoenix           | Capt. Frank Towns                    | Robert Aldrich                                      | |                       |                           |               |  |
| 1966                                                         | The Rare Breed                      | Sam Burnett                          | Andrew McLaglen                                     | |                       |                           |               |  |
| 1968                                                         | Firecreek                           | Johnny Cobb                          | Vincent McEveety                                    | |                       |                           |               |  |
| 1968                                                         | Bandolero!                          | Mace Bishop                          | Andrew McLaglen                                     | |                       |                           |               |  |
| 1970                                                         | The Cheyenne Social Club            | John O'Hanlan                        | Gene Kelly                                          | |                       |                           |               |  |
| 1971                                                         | Fools' Parade                       | Mattie Appleyard                     | Andrew McLaglen                                     | |                       |                           |               |  |
| 1976                                                         | The Shootist                        | Dr. E. W. Hostetler                  | Don Siegel                                          | |                       |                           |               |  |
| 1977                                                         | Airport '77                         | Philip Stevens                       | Jerry Jameson                                       | |                       |                           |               |  |
| 1978                                                         | The Big Sleep                       | General Sternwood                    | Michael Winner                                      | |                       |                           |               |  |
| 1978                                                         | The Magic of Lassie                 | Clovis Mitchell                      | Don Chaffey                                         | |                       |                           |               |  |
| 1980                                                         | The Green Horizon                   | The Old Man                          | Susumu Hani                                         | Alternativni naslov: ZA Tale of Africa, アフリカの物語 (zadnja igrana vloga)                         |                       |                           |               |  |
| 1991                                                         | An American Tail: Fievel Goes West  | Wylie Burp                           | Phil Nibbelink Simon Wells                          | Glasovna vloga (zadnja filmska vloga)                                                                |                       |                           |               |  |
| ^ I denotes film preservation in the National Film Registry. |                                     |                                      |                                                     | |                       |                           |               |  |